# بنيو انبنت
بنيو انبنت (1 يوليو 1993 في تايلاند - ) (بالتايلندية: ภิญโญ อินพินิจ) هو لاعب كرة قدم تايلندي في مركز الهجوم. شارك مع منتخب تايلاند تحت 20 سنة لكرة القدم ومنتخب تايلاند تحت 23 سنة لكرة القدم ومنتخب تايلاند لكرة القدم. أما مع النوادي، فقد لعب مع Police United F.C. ‏ وPakchong United F.C. ‏ ونادي بورت.

## روابط خارجية
- بنيو انبنت على موقع قاعدة بيانات كرة القدم.إي يو (الإنجليزية)
- بنيو انبنت على موقع ناشيونال فوتبول تيمز (الإنجليزية)
- بنيو انبنت على موقع Soccerway.com (الإنجليزية)